# Cathrine Knudsen
Cathrine Knudsen, född 18 juni 1970 i Drammen, är en norsk författare som är bosatt i Modum. Knudsen debuterade med romanen Mulighetene 2005 som hon fick bra kritik för. Uppföljaren De langtidsboende kom 2008.
År 2017 fick hon Stig Sæterbakkens minnepris med motiveringen "Knudsens verk kan läsas som en hemlig historia om Norge som  välfärdsnation från 1970-talet till i dag".